# Grammichele
Grammichele (tiếng Hy Lạp: Echetle; Latin: Echetla; Medieval: Occhiolà; tiếng Sicilia: Grammicheli) là một đô thị ở tỉnh Catania vùng Sicilia, Italia.
Đô thị này được xây năm 1693 khi phố cổ Occhialà ở phía bắc bị động đất phá hủy.

## Quá trình thay đổi dân số
Bài viết này bao gồm văn bản từ một ấn phẩm hiện thời trong phạm vi công cộng: Chisholm, Hugh, biên tập (1911). Encyclopædia Britannica (ấn bản thứ 11). Cambridge University Press. {{Chú thích bách khoa toàn thư}}: |title= trống hay bị thiếu (trợ giúp)
==Tham khảo==